# Közel-Kelet
A Közel-Kelet (néhol helytelenül az angol kifejezést fordítva Közép-Kelet) elsősorban politikai-történelmi, nem pedig földrajzi fogalom, mely a 20. század folyamán jött létre az itt felfedezett olajkincsnek és a kialakult bonyolult etnikai-vallási-politikai ellentéteknek köszönhetően, melyek az Oszmán Birodalom felbomlásával, illetve a brit és francia mandátumok kiürítésével és Izrael Állam megalapításával párhuzamosan harapóztak el. Az ebben rejlő lehetőségeket a nagyhatalmak maximálisan kiaknázták és elmélyítették a hidegháború során. Elsősorban Ázsiában helyezkedik el, de nyugati határa, Egyiptom révén Afrikába is átnyúlik. A Közel-Kelet egy nagy kiterjedésű középső övezetét „termékeny félhold” néven emlegetik.

## A Közel-Kelet országai

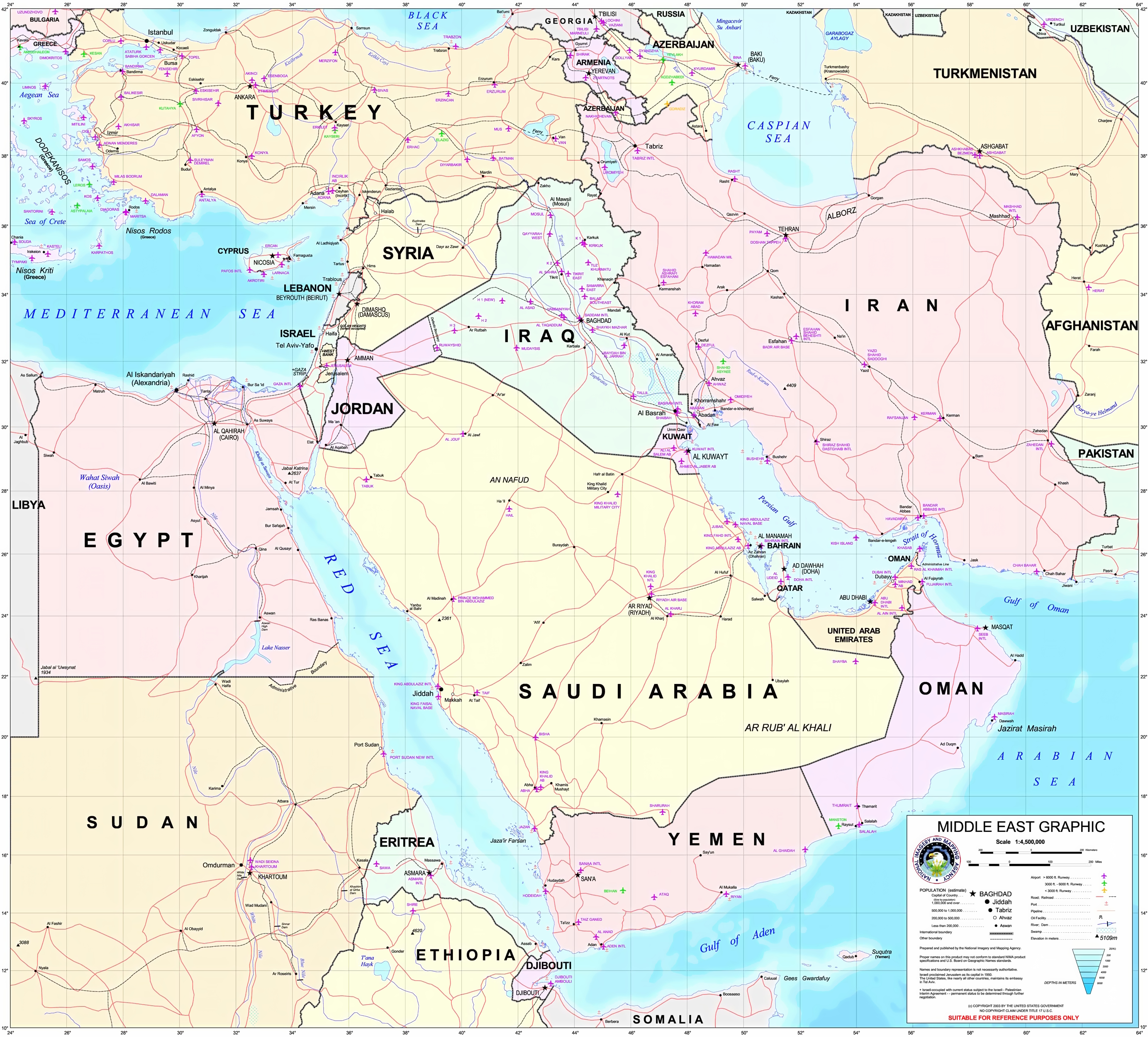
A Közel-Kelet térképe

A Közel-Kelethez szűkebb értelemben az alábbi államok tartoznak:
- Irak
- Irán
- Izrael
- Jordánia
- Kuvait
- Libanon
- Palesztina
- Szíria

Tágabban értelmezve ide sorolható még:
- Bahrein
- Egyesült Arab Emírségek
- Egyiptom
- Jemen
- Katar
- Omán
- Szaúd-Arábia
- Törökország

## Természeti földrajza

### Természeti adottságok
A Közel-Kelet döntően Délnyugat-Ázsiában fekszik, azonban határai több helyen csupán az egyes országok államhatárait követik. Ez elsősorban az egyiptomi-líbiai és az egyiptomi-szudáni határ esetében van így, Afrikában. A terület egyéb határai: a Földközi-, az Égei-, a Márvány- és a Fekete-tenger, többé-kevésbé a Kaukázus, a Kaszpi-tenger, az Iránt Türkmenisztántól, Afganisztántól és Pakisztántól elválasztó hegyvidék, az Arab-tenger, az Ádeni-öböl és a Vörös-tenger.
A Közel-Kelet felszíne rendkívül változatos: az egyiptomi és arábiai sivatagoktól egészen az iráni és török magashegységeken keresztül a nagy folyamok (Nílus, Tigris, Eufrátesz) termékeny lapályaiig és a különféle tengerpartokig mindenféle felszíni forma megtalálható itt.

### Éghajlat
A kainozoikumi eljegesedés nagy glaciálisait követően - mintegy tízezer éve - összezsugorodott a jégtakaró, ennek következtében Észak-Afrikában és Délnyugat-Ázsiában csökkent a csapadék mennyisége. Az eső áztatta vidékek megritkultak és távolabbra kerültek.
A Közel-Kelet éghajlata a felszíni formáknak megfelelően jobbára forró és száraz sivatagi, noha a Földközi-tenger mellékén mediterrán hatás is érvényesül, Törökország és Irán magasabb régióiban pedig hegyvidéki éghajlat uralkodik. A legtöbb helyen hull némi csapadék, de többnyire túl kevés vagy rendszertelen a megállapodott mezőgazdasághoz. A világ legrégebbi földművelő településeinek maradványai mégis Anatólia, Irak és Palesztina területén kerültek elő (ld. termékeny félhold).

### Természeti erőforrások
Természeti erőforrásokban szegény régió. A füves puszták mára eltűntek. Az ivóvíz szinte mindenütt ritka érték, megszerzése az államok között zajló politikai játszma része (például a Golán-fennsík Izrael és Szíria között). Egyes hegyvidékek réz-, vas- és más fémlelőhelyeket rejtenek, ezeket sok esetben az ókortól fogva művelik.
A Perzsa-öböl környékén valamint Mezopotámia északi részén hatalmas kőolajkészletek találhatók, a világ ismert tartalékainak több mint a fele. Az olaj a 20. század közepétől fogva rendkívüli mértékben megnövelte a Közel-Kelet jelentőségét. Áldásaiban csak néhány ország, elsősorban Szaúd-Arábia, Irán, Irak, Kuvait, Omán és az Egyesült Arab Emírségek részesülnek.

## Történelem

Az Oszmán Birodalom 1900 körül magába foglalta a Közel-Kelet jelentős részét

### Ókor
Az első nagy közel-keleti civilizációk az i. e. 4. évezredben jöttek létre Mezopotámiában (a Tigris és az Eufrátesz folyók mentén) és Egyiptomban, a Nílus mentén.

## A Közel-Kelet vallási, etnikai, nyelvi képe

### Vallások bölcsője és küzdőtere
A Közel-Kelet földrajza is hozzájárult lakóinak sokféleségéhez. E sokszínűség nem mindig mutatkozik meg a statisztikákban. A közel-keleti népesség kilenctizedének vallása az iszlám. Nagy többségük szunnita, de Irakban, Szíriában és Libanonban jelentős a síita elem. Libanonban tömbben, a Közel-Kelet többi részén elszórtan keresztény közösségekkel is találkozhatunk, míg Izrael többségében zsidó állam.

### Nyelvek
Az itt élők fele arabul beszél. Jelentős a kurdul, törökül vagy perzsául beszélők száma. 
A fennálló különbségek a második világháború óta több helyen vezettek etnikai és/vagy vallási összeütközésekhez, polgárháborúkhoz.

## Az országok összehasonlítva
| Állam (zászlóval)       | Terület (km²)                    | Népesség (fő), 2017   | Népsűrűség (fő/km²), 2017 | Főváros     | GDP, 2016 (milliárd dollár) | GDP/fő (dollár), 2016 | Valuta           | Kormányzati rendszer      | Államnyelv  | Címer |
| ----------------------- | -------------------------------- | --------------------- | ------------------------- | ----------- | --------------------------- | --------------------- | ---------------- | ------------------------- | ----------- | ----- |
| Arab-félsziget:         |                                  |                       |                           |             |                             |                       |                  |                           |             |       |
| Kuvait                  | 17 820                           | 4 136 528             | 232                       | Kuvaitváros | 136                         | 26 000                | kuvaiti dinár    | alkotmányos monarchia     | arab        |       |
| Bahrein                 | 665                              | 1 492 584             | 1964                      | Manáma      | 32                          | 24 100                | bahreini dinár   | alkotmányos monarchia     | arab        |       |
| Omán                    | 212 460                          | 4 636 262             | 15                        | Maszkat     | 63                          | 16 000                | ománi riál       | abszolút monarchia        | arab        |       |
| Katar                   | 11 437                           | 2 639 211             | 227                       | Doha        | 167                         | 60 700                | katari riál      | abszolút monarchia        | arab        |       |
| Szaúd-Arábia            | 1 960 582                        | 32 938 213            | 15                        | Rijád       | 640                         | 20 100                | szaúdi riál      | abszolút monarchia        | arab        |       |
| Egyesült Arab Emírségek | 82 880                           | 9 400 145             | 112                       | Abu Dhabi   | 371                         | 37 700                | emirátusi dirham | abszolút monarchia        | arab        |       |
| Jemen                   | 527 970                          | 28 250 420            | 54                        | Szanaa      | 27                          | 1000                  | jemeni riál      | köztársaság               | arab        |       |
| Közel-Kelet:            |                                  |                       |                           |             |                             |                       |                  |                           |             |       |
| Izrael                  | 20 770 a Golán-fennsíkkal 22 072 | 8 321 570             | 384                       | Jeruzsálem  | 318                         | 37 200                | izraeli új sékel | parlamentáris köztársaság | héber, arab |       |
| PSE Gázai övezet        | 360                              | 1 100 000 - 1 387 276 | 3055-3853                 | Gáza        |                             |                       |                  |                           | arab        |       |
| PSE Ciszjordánia        | 5860                             | 1 500 000 - 2 274 929 | 256-388                   | Rámalláh    |                             |                       |                  |                           | arab, héber |       |
| Jordánia                | 92 300                           | 9 702 353             | 109                       | Ammán       | 39                          | 5500                  | jordán dinár     | alkotmányos monarchia     | arab        |       |
| Libanon                 | 10 452                           | 6 082 357             | 595                       | Bejrút      | 52                          | 11 300                | libanoni font    | köztársaság               | arab        |       |
| Szíria                  | 185 180                          | 18 269 868            | 100                       | Damaszkusz  |                             |                       | szír font        | elnöki köztársaság        | arab        |       |
| Észak-Afrika:           |                                  |                       |                           |             |                             |                       |                  |                           |             |       |
| Egyiptom                | 1 001 449                        | 97 553 151            | 98                        | Kairó       | 332                         | 3700                  | egyiptomi font   | elnöki köztársaság        | arab        |       |
| továbbiak:              |                                  |                       |                           |             |                             |                       |                  |                           |             |       |
| Irán                    | 1 648 195                        | 81 162 788            | 50                        | Teherán     | 377                         | 4700                  | iráni riál       | iszlám köztársaság        | perzsa      |       |
| Törökország             | 783 562                          | 80 745 020            | 105                       | Ankara      | 857                         | 10 700                | török líra       | elnöki köztársaság        | török       |       |
| Irak                    | 437 072                          | 38 274 618            | 88                        | Bagdad      | 167                         | 4600                  | iraki dinár      | parlamentáris köztársaság | arab, kurd  |       |